# Latrodectus renivulvatus
Latrodectus renivulvatus  — вид павуків роду Чорна вдова. Інша назва «чорний павук-губзик Гаутенгу» (на честь провінції Гаутенг в ПАР).

## Опис
Спостерігається статевий диморфізм: самиці (10—11 мм) більші за самців (4—5 мм). Має 8 очей, розташованих у 2 рівномірних рядки. Верхня частина витягнута. Черево кулеподібної форми. Ноги помірно довгі та стрункі, третя пара — найкоротша, позбавлена щетинок.
Забарвлення самиць чорне зі світлим візерунком, що складається з поперечних смуг. У більш зрілих особин перетворюється на єдину поздовжню широку смугу червоного кольору. У самців візерунок більш блідий — білуватий та жовтуватий. Черево не має плям, ноги — чорні.

## Спосіб життя
Зазвичай зустрічається під сміттям у полі. Влаштовує павутину близько від землі, часто в заглибинах. Полює на літаючих та повзаючих комах.
Яєчні мішечки гладенькі та круглі блідо-жовтого кольору.
Тривалість життя до 1 року.

## Отруйність
Цей павук виробляє нейротоксичну отруту, яка може впливати на нервову систему. Симптоми включають: пекучий біль у місці укусу; м'язовий біль і судоми; черевний біль і судоми; біль у кінцівках, особливо м'язах стегна; м'язи живота стають твердими; судоми і біль у м'язах спини; слабкість у ногах, утруднення ходи; відчуття звуження грудних м'язів; іноді головний біль; пацієнт зазвичай неспокійний, збуджений і тривожний; рясне потовиділення; підвищений артеріальний тиск; часто набряк обличчя і особливо повік.

## Розповсюдження
Поширено в Африці, на Аравійському півострові та в Іраку.